# GE Wind Energy

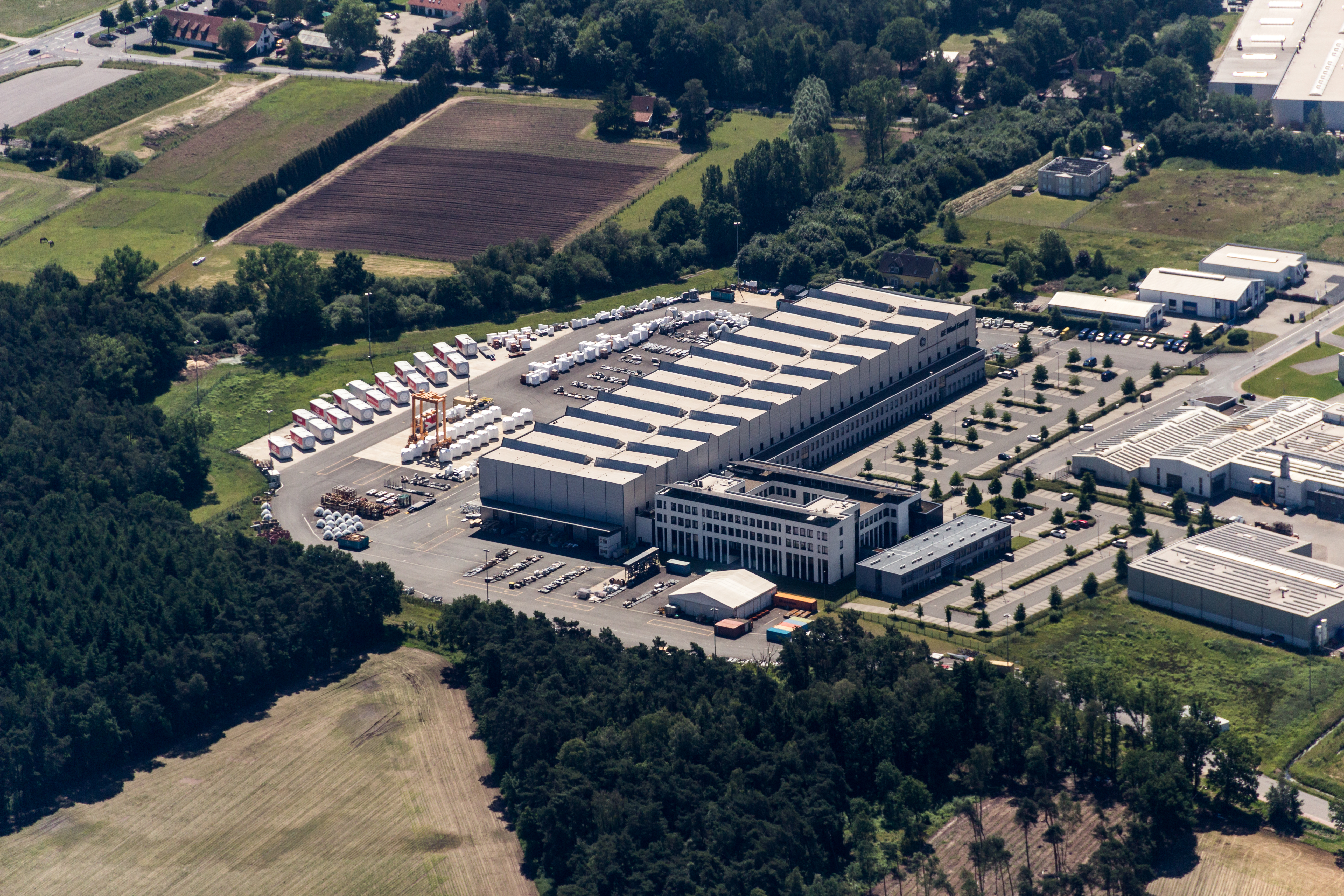
Standort in Salzbergen

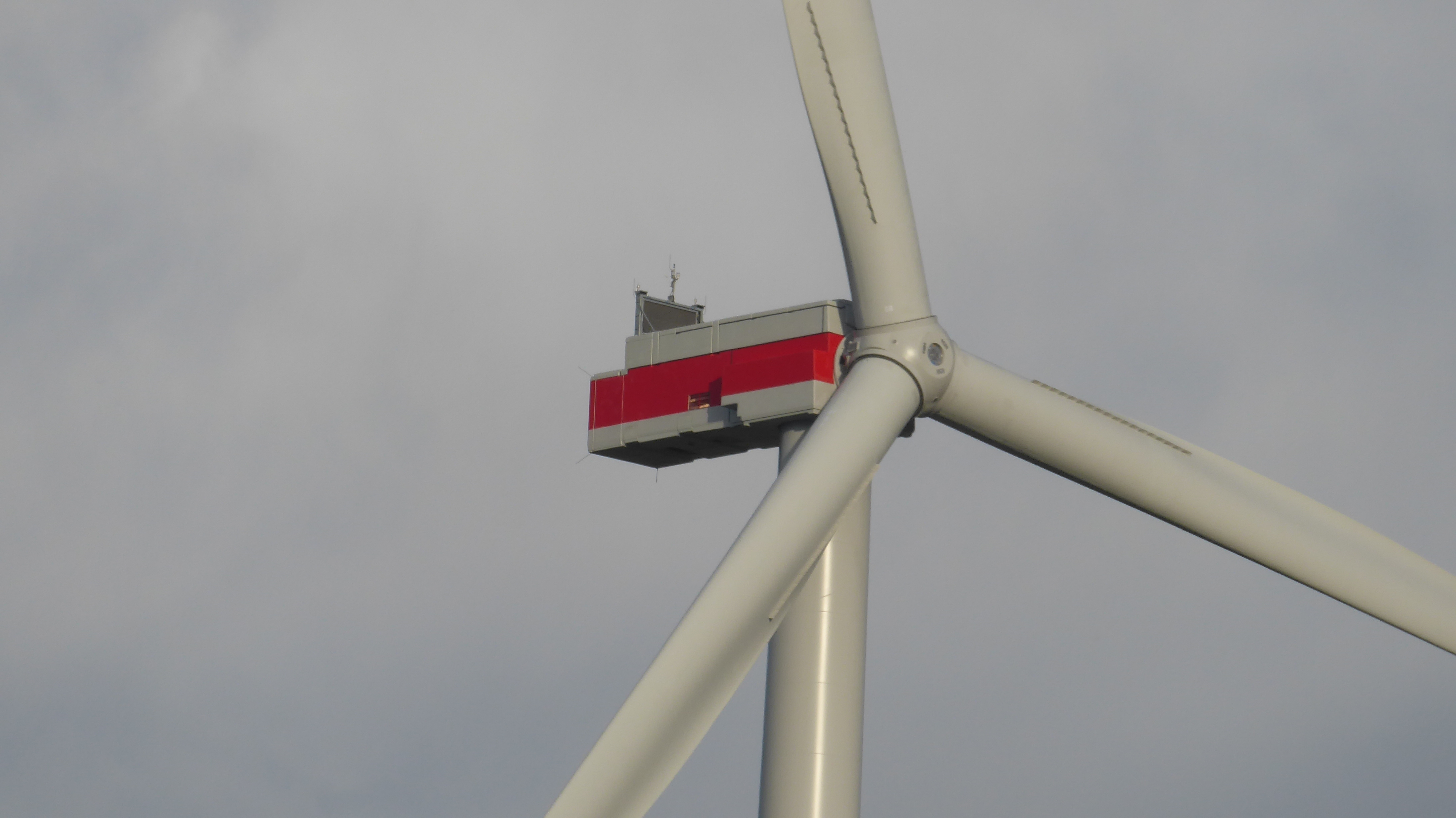
GE 5.3-158 bei Beckum

Die GE Wind Energy GmbH (kurz auch: GE Wind) mit Sitz im niedersächsischen Salzbergen ist ein Hersteller von Windkraftanlagen und Tochterunternehmen des Energieunternehmens GE Vernova. Sie gehörte vor der Aufspaltung des ursprünglichen US-Konzerns General Electric zur Sparte GE Renewable Energy mit Sitz in Paris, die zu den weltweit größten Produzenten von Windkraftanlagen an Land zählte. Seit der Übernahme der Energiesparte von Alstom werden auch Offshore-Anlagen angeboten.

## Geschichte
Der Windenergieanlagenhersteller entstand aus den ehemaligen Firmen Tacke Windtechnik (Deutschland) und Zond (1980 in den USA gegründet), die im Oktober 1997 von Enron aufgekauft worden waren. Nach der Enron-Insolvenz wurde deren Windsparte im Juni 2002 von General Electric übernommen.
Heutzutage werden in der deutschen Vertretung in Salzbergen jede Woche ungefähr 30 Anlagen hergestellt. Neben dem Standort in Deutschland wird auch in weiteren Ländern, unter anderem in den USA und China produziert, und nach Irland, Korea, Großbritannien, Taiwan, Japan, Frankreich, Australien, Neuseeland, Dänemark, Italien und Mexiko verkauft.
Im Jahr 2005 erzielte der Geschäftsbereich Energy weltweit einen Umsatz von fast 16,5 Mrd. US-Dollar und errichtete insgesamt 8500 Windkraftanlagen mit einer Gesamtleistung von 7600 Megawatt und beschäftigt allein in Deutschland 740 und weltweit 1700 Mitarbeiter.
Im Jahr 2008 wurde die 10.000. 1,5-MW-Anlage gebaut und errichtet. Im September 2009 wurde der Übernahmevertrag mit dem norwegischen Hersteller Scanwind unterschrieben, um GE Wind den Eintritt in den Offshore-Markt zu eröffnen. Scanwind entwickelte getriebelose Anlagen für den Offshore-Betrieb mit 3,5 MW Leistung.
2012 verdrängte GE Wind den dänischen Hersteller Vestas auf dem Weltmarkt für Onshore-Windkraftanlagen auf den zweiten Platz. Durch das zunächst erwartete Auslaufen des Production Tax Credit erlebte der US-amerikanische Windenergiemarkt einen Boom. GE Wind konnte sich auf dem Heimatmarkt durchsetzen und errichtete in jenem Jahr 96 % seiner Anlagen in den USA.
Im November 2014 wurde die 25.000. Windkraftanlage, eine GE 2.75-103, im niedersächsischen Windpark Uthlede errichtet. Am 2. November 2015 wurde die Übernahme der Alstom-Energiesparte durch General Electric wirksam. Die Übernahme schließt den von Alstom entwickelten Anlagen-Typ Haliade für den Offshore-Einsatz ein. Die Anlagen-Serie ECO für den Onshore-Einsatz wird seit der Übernahme nicht mehr aktiv vertrieben.
Gemessen an der neu installierten Leistung von 4960 Megawatt war GE Wind im Jahr 2018 nach Vestas und Goldwind weltweit der drittgrößte Hersteller bei Onshore-Windkraftanlagen (2017: 4900 MW; 2016: 6500 MW; 2015: 5900 MW; 2014: 4589 MW.)
Im Oktober 2016 erwarb GE den Rotorblatthersteller LM Wind Power für 1,5 Mrd. Euro. Das Unternehmen soll aber operativ eigenständig bleiben und auch weiterhin Rotorblätter für andere Windkraftanlagenhersteller liefern. Im März 2022 stellte LM Wind Power für Testzwecke ein 62 Meter langes Prototypen-Rotorblatt aus thermoplastischem Kunststoff her. Durch diese Materialauswahl soll das Blatt im Gegensatz zu herkömmlichen Rotorblättern zu 100 % recycelbar sein.
Zum 28. November 2017 hatte GE in 36 Ländern über 35.000 Windenergieanlagen an Land mit einer Leistung von insgesamt 60 Gigawatt errichtet.
Nach Erhebung des Internationalen Wirtschaftsforum für Regenerative Energiewirtschaft für das Jahr 2020 installierte in diesem Jahr das Unternehmen Windkraftanlagen mit einer Leistung von 13,53 Gigawatt. Es steht damit im internationalen Ranking der Windkraftanlagenhersteller auf dem 1. Platz.

## Windenergieanlagen an Land (Onshore)
Quelle: GE Renewable Energy

### 6-MW-Plattform
| Anlagentyp           | GE-158    | GE-164  |
| -------------------- | --------- | ------- |
| Nennleistung (kW)    | 4800–6100 | 6000    |
| Rotordurchmesser (m) | 158       | 164     |
| Nabenhöhe (m)        | 101–161   | 112–167 |
| Blattlänge (m)       | 77        | 80      |

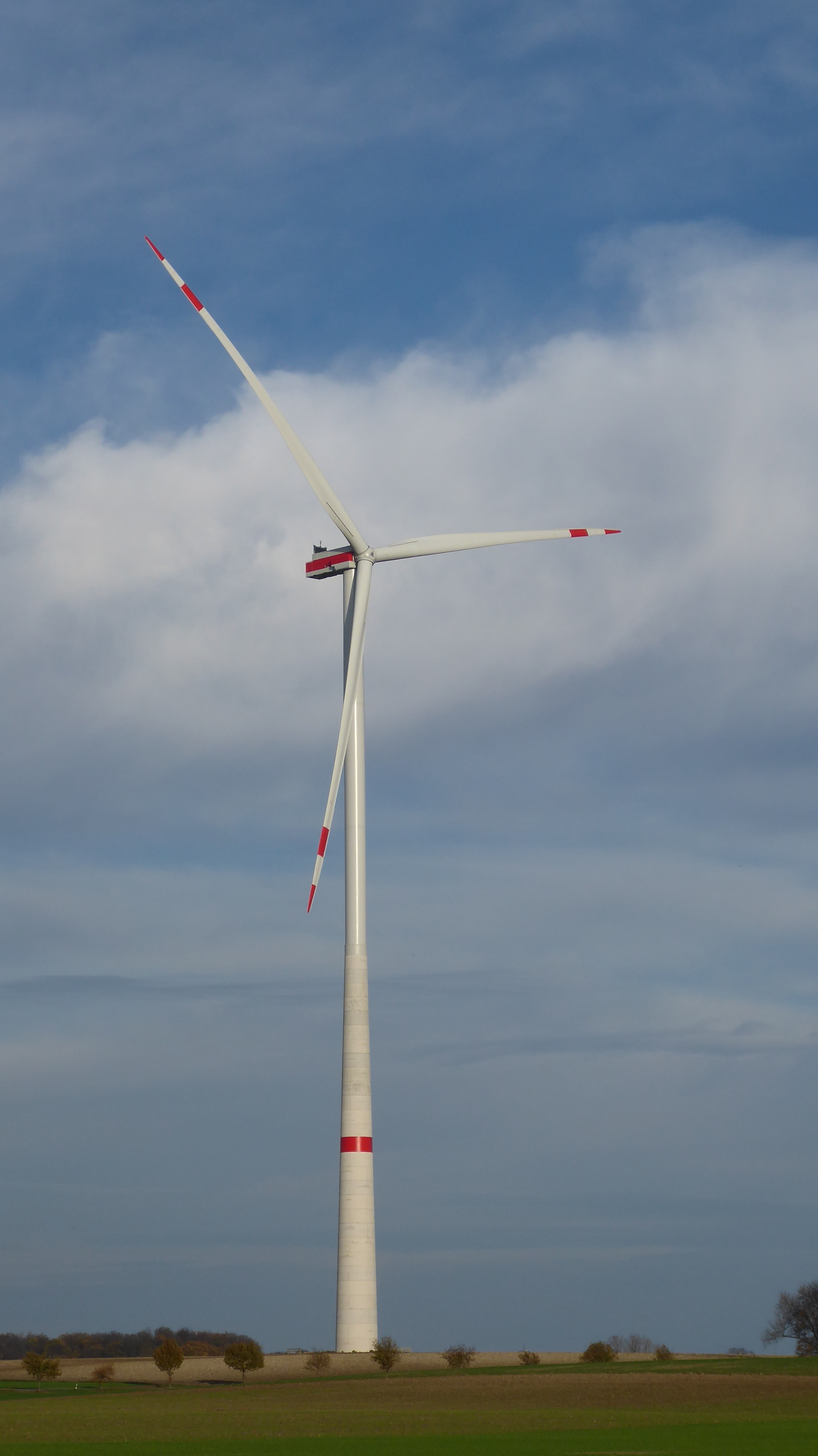
GE 5.3-158 mit 161 m Nabenhöhe bei Beckum

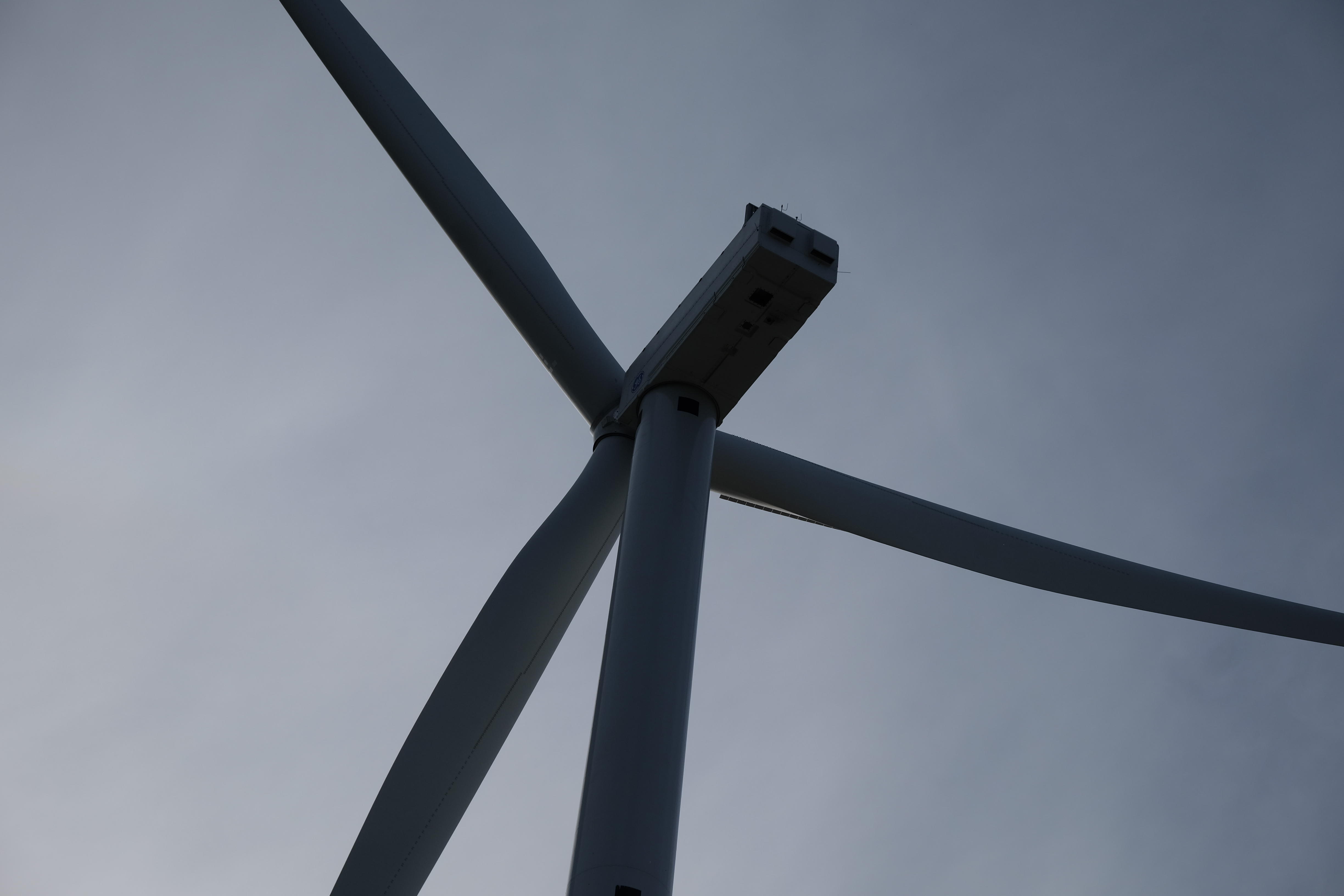
GE 6.0-158 im Windkraftanlagentestfeld Østerild

Im September 2017 stellte das Unternehmen mit der GE 4.8-158 einen neuen Windkraftanlagentyp für mittlere bis schwächere Windstandorte vor. Die Onshore-Anlage verfügt bei einem Rotordurchmesser von 158 Metern über einen Nennleistung von 4,8 MW. Die Rotorblätter wurden von LM Wind Power entwickelt, sind zweiteilig und bestehen zum Teil aus CFK. Die Anlage ist konventionell mit Getriebe ausgestattet, als Generator kommt ein doppelt gespeister Asynchrongenerator zum Einsatz. Es sind vier Nabenhöhen zwischen 101 und 161 Metern wählbar. Im September 2018 wurde zudem eine weitere Anlage auf der gleichen Plattform und mit ebenfalls 158 Metern Rotordurchmesser, aber einer auf 5,3 MW gesteigerten Nennleistung vorgestellt.
Im Februar 2019 wurde der Prototyp der GE 5.3-158 als erste Anlage der Cypress genannten Baureihe im Windtestfeld Wieringermeer in den Niederlanden in Betrieb genommen. Für die Validierung der Leistungsfähigkeit der Maschine unter Laborbedingungen hat GE das Fraunhofer-Institut für Windenergiesysteme beauftragt. Es folgten mehrere Leistungssteigerungen bis 6,1 MW.
Ende 2020 stellte GE die Onshore-Windkraftanlage GE 6.0-164 vor. Ein Prototyp wurde 2022 im Windkraftanlagentestfeld Østerild aufgestellt.

### 3-MW-Plattform
| Anlagentyp           | 3MW-117   | 3MW-130   | 3MW-137   |
| -------------------- | --------- | --------- | --------- |
| Nennleistung (kW)    | 3800–4200 | 3400–3800 | 3200–3800 |
| Rotordurchmesser (m) | 117       | 130       | 137       |
| Nabenhöhe (m)        | 85–134    | 85–134    | 110–164,5 |
| Blattlänge (m)       | 55,9      | 63,7      | 67,2      |

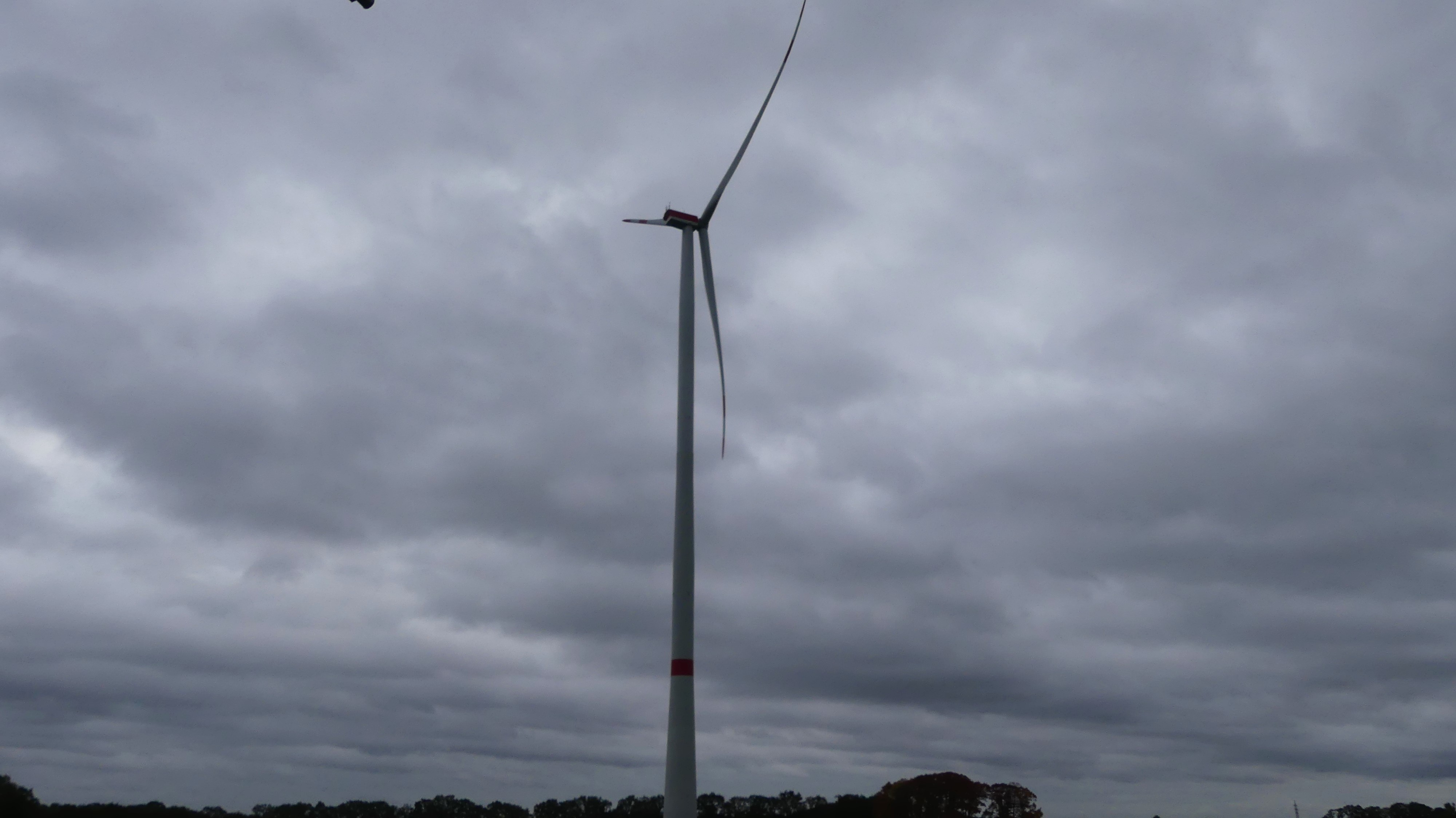
GE 3.6-137 im Windpark Salzbergen

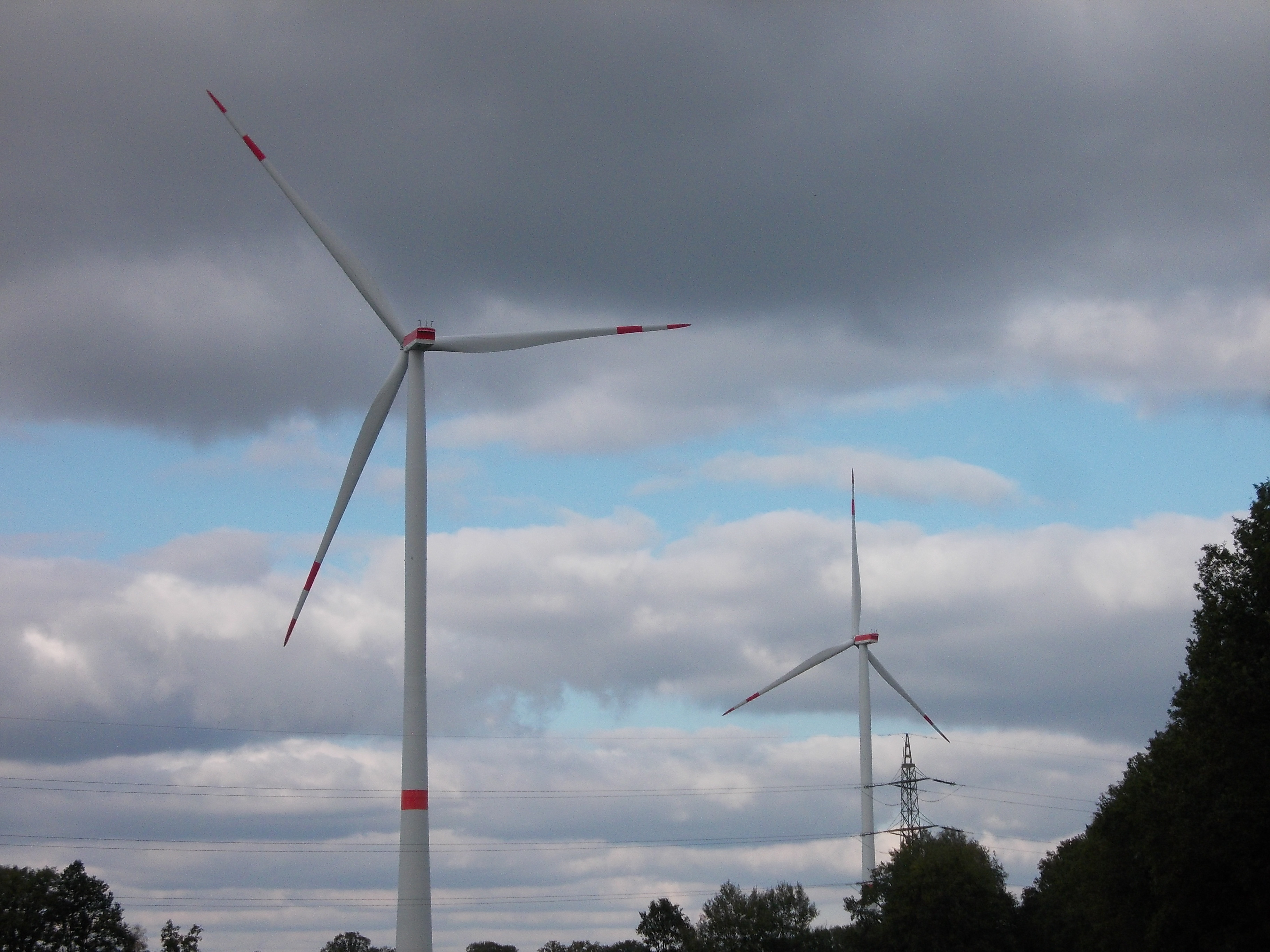
GE 3MW-130 im Windpark Hauenhorst

- Im September 2015 stellte GE auf der HUSUM WindEnergy mit der 3.2-130 eine für Mittelwind- bis Schwachwindstandorte vorgesehene Turbine vor. Die 3.2-130 hat 12 % mehr Rotorfläche und 20 % mehr Jahresenergieertrag gegenüber der GE 2.75-120.[23]
- Bereits im November 2015 wurden die 3.4-130 und 3.4-137 vorgestellt.[24] Gegenüber der 2.75-120 stellt GE für die 3.4-137 eine um bis zu 24 % gesteigerte Erzeugungsleistung in Aussicht.
- Im September 2016 stellte GE die 3.6-137 und 3.8-130 als Weiterentwicklungen für den europäischen Markt vor.[25] Für den Windpark Markbygden wird GE 179 Anlagen des Typs 3.6-137 liefern.[26] 320 Anlagen des Typs 3.8-130 mit 85 m Nabenhöhe werden in 30 Windparks in der Region um Aragonien im Auftrag von Forestalia bis Ende 2019 aufgebaut.[27]

### 2-MW-Plattform
| Anlagentyp           | 2MW-116    | 2MW-127    | 2MW-132   | 2MW-120   | 2MW-103   |
| -------------------- | ---------- | ---------- | --------- | --------- | --------- |
| IEC-Windklasse       | IIS / IIIS | IIS / IIIS | S         | III       | IIIS      |
| Nennleistung (kW)    | 2000–2700  | 2200–2800  | 2500–2700 | 2500-2750 | 2500-2850 |
| Rotordurchmesser (m) | 116        | 127        | 132       | 120       | 103       |
| Nabenhöhe (m)        | 80–94      | 89–114     | 130       | 85-139    | 70-98,3   |
| Blattlänge (m)       | 56,9       | 62,2       | 66        | 58,7      | 50,2      |

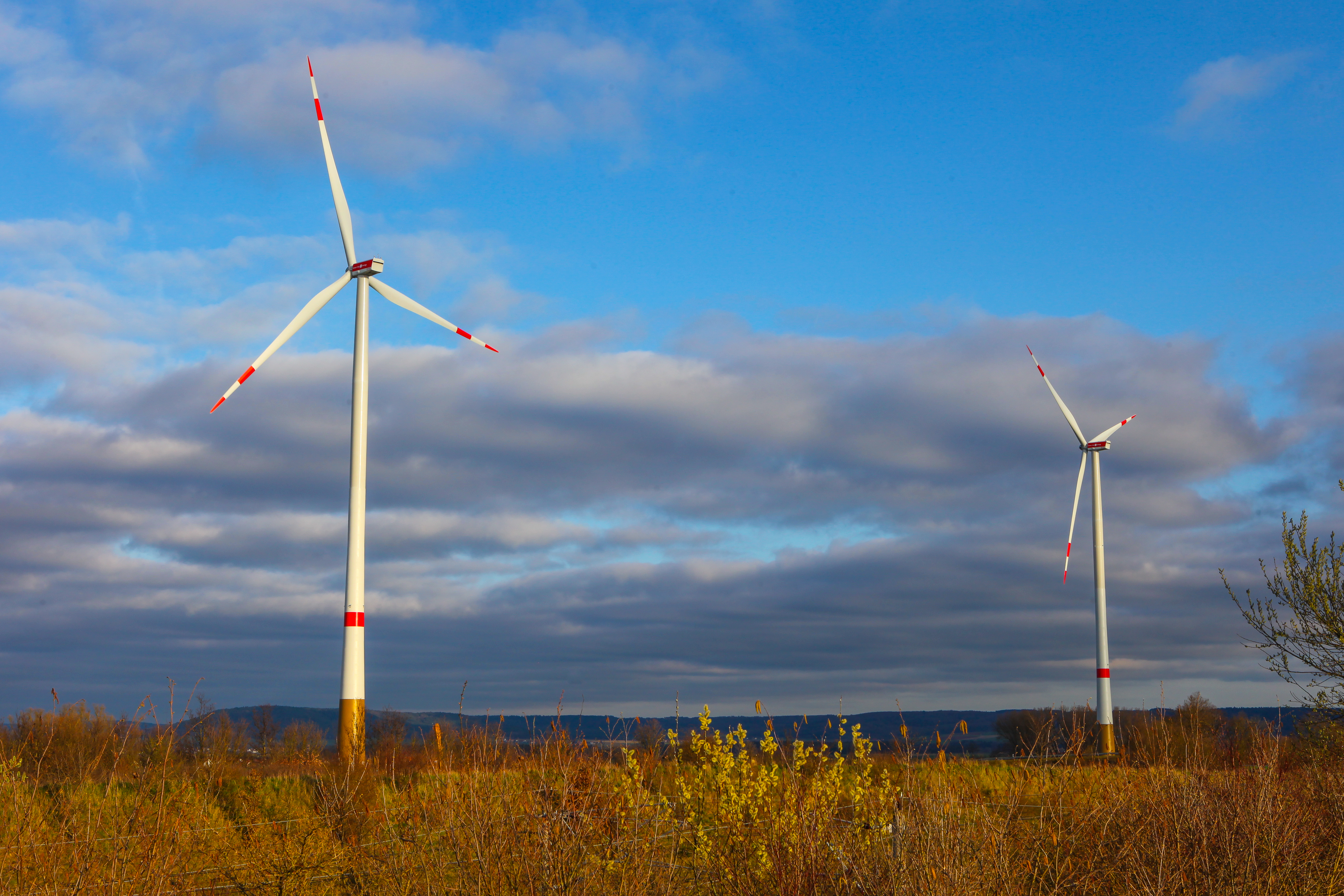
Zwei GE 2.75-120 mit 139 m Nabenhöhe bei Sindersdorf

- Die 2.5-120 wurde Anfang 2013 offiziell vorgestellt und verfügt wieder über einen 2,5 MW leistenden doppelt gespeisten Asynchrongenerator (im Gegensatz zu einem Permanentmagnetgenerator bei den anderen Anlagen der 2,5-MW-Plattform). Sie ist speziell für Schwachwindstandorte bis zu 7,5 m/s durchschnittlicher Windgeschwindigkeit konstruiert und soll zunächst ausschließlich im Werk in Salzbergen in Niedersachsen produziert werden.[28] Die Anlage kann zudem mit einem Batteriespeicher ausgerüstet werden. Die Speicherkapazität liegt bei rund 50 kWh, die Konverterleistung des Speichersystems liegt bei 350 kW. Damit sind laut GE verschiedene Betriebsmodi möglich, wie z. B. die Verstetigung der Produktion, die Bereitstellung von Regelenergie und Speicherung von kurzfristig nicht benötigter Energie.[29] Der Prototyp wurde im Spätsommer 2013 im bayerischen Schnaittenbach aufgestellt.[30] Die Plattform erhielt eine Leistungssteigerung auf 2,75 MW.
- Die 2MW-127-Serie wurde im Februar 2018 vorgestellt.[31] 2019 erhielt die 2.7-116 als erster Windkraftanlagentyp überhaupt eine Zertifizierung für 40-jährigen Betrieb. Üblich sind bisher 20 Jahre, teils auch 25 Jahre.[32]
- Die 2MW-132-Serie kommt in Großprojekten u. a. in Indien (300 MW in Gujarat für ReNew Power)[33] und China (715 MW in Puyang für die China Huaneng Group)[34] zum Einsatz.

## Windenergieanlagen auf See (Offshore)
| Anlagentyp                | Haliade 150-6MW | Haliade-X     |
| ------------------------- | --------------- | ------------- |
| Serienproduktion seit     | 2016            | 2022          |
| Nennleistung (kW)         | 6000            | 12.000–14.700 |
| Rotordurchmesser (m)      | 150             | 220           |
| Blattlänge (m)            | 73,5            | 107           |
| überstrichene Fläche (m²) | 17860           | 38000         |

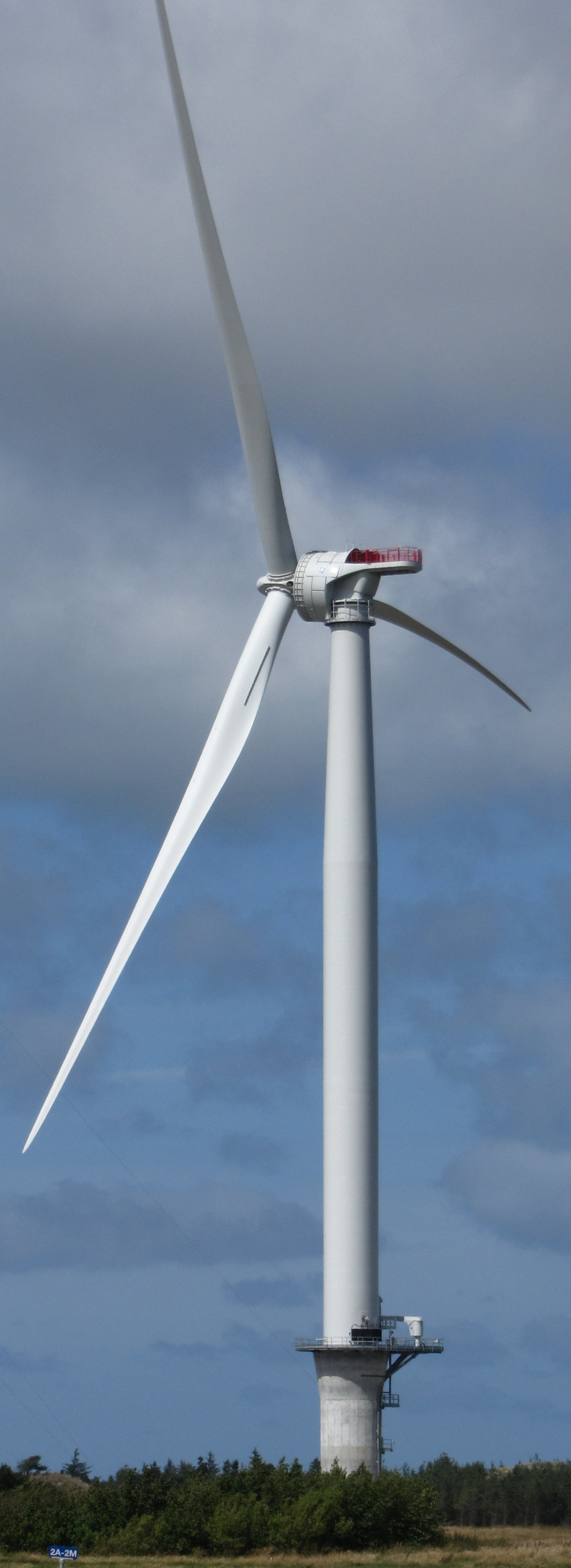
Prototyp der Haliade im Windkraftanlagentestfeld Østerild

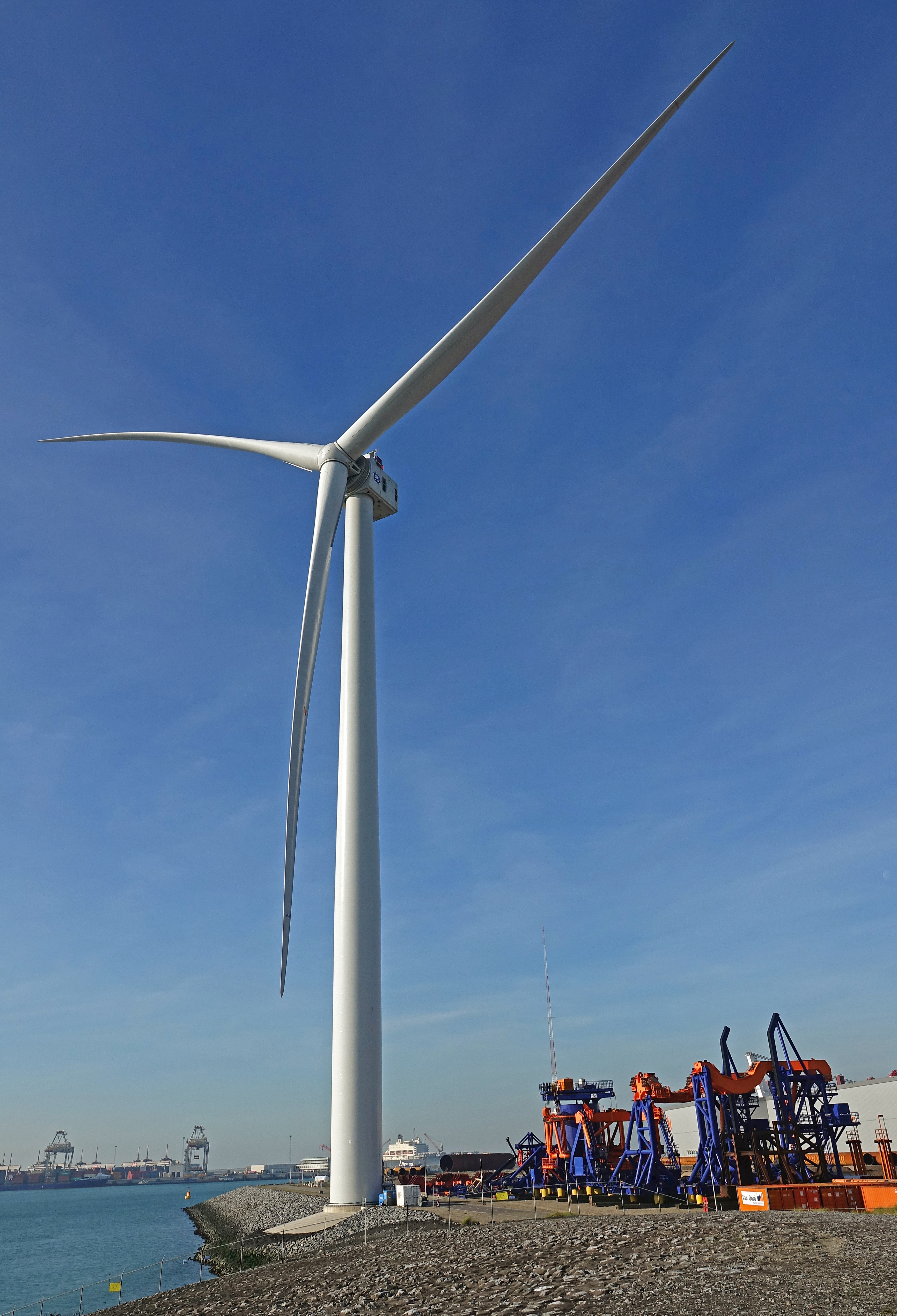
Prototyp der Haliade-X in Maasvlakte 2

Die Haliade ist durch Übernahme der Alstom-Energiesparte Teil des GE-Angebots geworden. Die Turbine setzt auf einen getriebelosen Direktantrieb mit einem permanenterregten Synchrongenerator. Fünf Anlagen mit je 6 MW wurden 2016 im ersten Offshore-Windpark der USA, Block Island, errichtet. 66 Anlagen dieses Typs kommen im deutschen Offshore-Windpark Merkur zum Einsatz.
Im März 2018 stellte GE einen neuen Offshore-Anlagentyp mit der Bezeichnung Haliade-X 12MW vor. Diese Anlage hat eine Nennleistung von 12 MW, einen Rotordurchmesser von 220 Metern und 107 Meter lange Rotorblätter.
An guten Offshore-Standorten kann der Energieertrag laut GE bei bis zu 67 Mio. kWh pro Jahr liegen und dabei einen Kapazitätsfaktor von bis zu 63 % erreichen. Verglichen mit der Haliade mit 6 MW sollen mit der neuen Turbine in einem 100-MW-Windpark in der deutschen Nordsee etwa 26 Mio. US-Dollar eingespart werden können. Der Prototyp der Haliade-X 12MW wurde 2019 im Industrie- und Hafengebiet Maasvlakte 2 errichtet und stellte im Januar 2020 einen neuen Weltrekord auf, indem er an einem Tag 288 MWh Strom erzeugte. Im Oktober 2020 erfolgte eine Leistungssteigerung auf 13 MW und ein neuer Erzeugungsrekord von 312 MWh in 24 Stunden. Der Rekord wurde im Oktober 2022 von Siemens Gamesa eingestellt. Später erhielt die Anlage weitere Leistungssteigerungen auf 14 MW und 14,7 MW. Die Maschinenhäuser samt Generator werden am französischen Standort Montoir-de-Bretagne gefertigt. Die Rotorblätter mit der Bezeichnung LM 107.0 P werden von LM Wind Power in Cherbourg produziert. Für die amerikanischen Offshore-Windparks Skipjack und Ocean Wind ist der kommerzielle Einsatz der Haliade-X vorgesehen. Auch für den Offshore-Windpark Dogger Bank vor der Küste Englands wird mit dem Anlagentyp geplant.

## Frühere Anlagen (Beispiele)
| Anlagentyp      | Anwendung | Nennleistung (kW) | Rotordurchmesser (m) | Bild                                                 |
| --------------- | --------- | ----------------- | -------------------- | ---------------------------------------------------- |
| Tacke TW 45     | onshore   | 45                | 12,5                 |                                                      |
| Tacke TW 60     | onshore   | 60                | 17,5                 |                                                      |
| Tacke TW 80     | onshore   | 80                | 21                   |                                                      |
| Tacke TW 150    | onshore   | 150               | 21                   |                                                      |
| Tacke TW 250    | onshore   | 250               | 24,7                 | Tacke_TW_250_wind_turbine_in_Johannisberg_(Fehmarn)1 |
| Tacke TW 300    | onshore   | 300               | 33                   |                                                      |
| Tacke TW 500    | onshore   | 500               | 36                   |                                                      |
| Tacke TW 600    | onshore   | 600               | 43                   |                                                      |
| Tacke TW 600a/e | onshore   | 600               | 46                   |                                                      |
| Tacke TW 1.5i   | onshore   | 1500              | 65                   |                                                      |
| (Tacke TW) 1.5s | onshore   | 1500              | 70,5                 |                                                      |
| 1.5sl(e)        | onshore   | 1500              | 77                   |                                                      |
| 1.5xle          | onshore   | 1500              | 82,5                 |                                                      |
| 1.6-82,5        | onshore   | 1600–1850         | 82,5                 |                                                      |
| 1.6-87          | onshore   | 1600–1850         | 87                   |                                                      |
| 1.7-100         | onshore   | 1700              | 100                  |                                                      |
| 1.7-103         | onshore   | 1700              | 103                  |                                                      |
| 2 MW-107        | onshore   | 2200–2400         | 107                  |                                                      |
| 2.3-94          | onshore   | 2300              | 94                   |                                                      |
| 2.5-88          | onshore   | 2500              | 88                   |                                                      |
| 2.5xl           | onshore   | 2500              | 100                  |                                                      |
| 2.75-100        | onshore   | 2750              | 100                  |                                                      |
| 2.75-103        | onshore   | 2750              | 103                  |                                                      |
| 3.2-103         | onshore   | 3200              | 103                  |                                                      |
| 3.6 Offshore    | offshore  | 3600              | 104                  |                                                      |
| 4.1-113         | offshore  | 4100              | 113                  |                                                      |

Vom Anlagentyp 1.5sle wurden 16.500 Anlagen errichtet. Vom Typ 1.5xle wurden 613 Anlagen errichtet (Stand Januar 2010). Im Oktober 2012 wurde im rumänischen Windpark Fântânele-Cogealac die 1000. Anlage vom Typ 2.5xl installiert. Im vietnamesischen Windpark Bạc Liêu wurden bis 2015 insgesamt 62 GE 1.6-82,5 in Betrieb genommen. Die Anlagen sind küstennah (nearshore) errichtet worden.
Sieben Anlagen des Typs 3.6 Offshore wurden 2003 im irischen Windpark Arklow Bank (Phase 1) errichtet.
Die 4.1-113 ist eine Weiterentwicklung der Scanwind 3.5-MW-Plattform. Die Turbine wird durch einen permanent erregten Synchrongenerator und ohne Getriebe direkt angetrieben. Der Prototyp wurde Ende des Jahres 2011 im schwedischen Göteborg errichtet. Die Serienfertigung dieses Anlagentyps wurde jedoch nicht aufgenommen.